# Nicolás Ruiz Espadero
Nicolás Ruiz Espadero (Havana, 15 februari 1832 – aldaar, 30 augustus 1890) was een Cubaans componist, muziekpedagoog en pianist.

## Levensloop
Ruiz Espadero kreeg vooral lessen van zijn moeder, een pianiste, die in salons in Havana optrad en werken van Haydn en Mozart speelde. Naar beschrijvingen van tijdgenoten was hij een sterk op zijn familie georiënteerde mens. Zijn vader Nicolás Ruiz had liever gezien, dat zijn zoon advocaat, soldaat of functionaris geworden was, maar zoonlief repeteerde met zijn moeder dagelijks vijf tot zes uur op de piano. Hij studeerde verder bij de pianist Fernando Arizti en Juan Miró en de componist Julian Fontana.
In 1854 had hij een toevallige bijeenkomst met Louis Moreau Gottschalk en die erkende het grote talent van Ruiz Espadero. Sindsdien ontwikkelde zich een vriendschap tussen beiden en Gottschalk zorgde ervoor, dat de composities van Ruiz Espadero ook in Noord-Amerika en in Europa bekend werden.
Ruiz Espadero werd gezien als de bekendste pianist en componist van Cuba in de 19e eeuw en hij trad in heel Zuid-Amerika op als concertpianist en begeleider van liederen.
Tot zijn leerlingen behoren onder andere Angelia Sicouret, Cecilia Arizti Sobrino, Ignacio Cervantes Kawanagh en Gaspar Villate.
Hij verwerkte in zijn composities veel Cubaanse volksmuziek.

## Composities

### Werken voor orkest
- 1873 El canto del guajiro - Gran estampa característica cubana, voor zangstem en strijkers,  op. 61

### Vocale muziek
- Serenata cubana, voor zangstem en piano

### Kamermuziek
- Andante, voor twee violen, altviool, cello en piano
- El canto del esclavo, voor viool en piano
- Elegia, voor viool en piano
- Rondó brillante, voor strijkkwartet
- Trío, sonata voor viool piano,

### Werken voor piano('s)
- 1850 ¡Ay! Un poquito más
- 1856 Paul Julien
- 1858 Gran fantasía cubana "Fantasía-balada"
- 1858 La Erminia
- 1859 La melancolía
- 1859 La reina de Chipre
- 1859 La Rosalía Bustamante
- 1859 La sacerdotisa
- 1859 Un chubasco a tiempo
- 1867 Barcarola, op. 18
- 1869 Balada, op. 20
- 1874 2da Balada, op. 57
- 1875 Scherzo, op. 58
- Cantilena, op. 19
- Canto del alma, voor twee piano's
- Capriccio
- El lamento del poeta, voor twee piano's
- La caída de las hojas, voor twee piano's
- Ombre et mystère
- Ossián, voor twee piano's
- Pureza y calma, romance
- Recuerdos de antaño, voor twee piano's
- Tarantella furiosa, voor twee piano's
- Vals satánico, voor twee piano's
- Voces de sión cautiva, voor twee piano's
- Sobre la tumba de Gottschlak